# Brenda Mary Hosington
Brenda Mary Hosington (* 1942) ist eine kanadische Anglistin.

## Leben
Sie erwarb 1966 den Licence ès lettres an der Université de Nice, 1967 das Diplôme d’études supérieures an der Université de Nice und 1976 die PhD an der University of Western Ontario. Von 1976 bis 2003 lehrte sie als Professorin für Linguistik und Übersetzung an der Universität Montreal.

## Schriften (Auswahl)
- mit Constance B. Hieatt und Sharon Butler: Pleyn delit. Medieval cookery for modern cooks. Toronto 1996, ISBN 0-8020-0678-7.
- Anne, Margaret, and Jane Seymour. Aldershot 2000, ISBN 1-84014-219-7.
- mit Donald Cheney (Hg.): Elizabeth Jane Weston: Collected writings. Toronto 2000, ISBN 0-8020-4472-7.
- mit S. K. Barker (Hg.): Renaissance cultural crossroads. Translation, print and culture in Britain, 1473–1640. Leiden 2013, ISBN 978-90-04-24184-8.